# Carlos Caicedo Zambrano
Carlos Caicedo Zambrano (Cáqueza, 20 de septiembre de 1929-Bogotá, 13 de julio de 2015) fue un fotógrafo y escritor colombiano. Es reconocido como uno de los principales reporteros gráficos del siglo XX en Colombia.

## Biografía
Nació el 20 de septiembre de 1929 en Cáqueza, Colombia, en el seno de una familia campesina que, al poco tiempo de tenerlo se trasladó a Bogotá, huyendo de la guerra que en esa época enfrentaban liberales y conservadores.
Inició su trabajo en el área de la fotografía como laboratorista del alemán Emilio Schimmer, radicado en Bogotá. Posteriormente, colaboró con el estudio de Sady González, con quien formó parte del grupo de reporteros del Bogotazo. Sus fotografías se difundieron en diversas revistas como Candilejas, Cromos y Semana y en los periódicos El Siglo y El Tiempo, siendo de este último uno de sus principales reporteros. 
Fue jefe de fotografía de El Tiempo, y tuvo una columna titulada «Cámara y letras». Por más de veinte años se desempeñó como docente en el departamento de periodismo de la Universidad Central, a la cual se vinculó en 1964. Fue reconocido por sus colegas Hernán Díaz y Francisco Carranza como uno de los maestros.
En el trabajo de Caicedo, según menciona el portal FNF, resalta la habilidad de capturar el instante decisivo y de retratar múltiples aspectos de Colombia, incluyendo lo social, lo político y lo geográfico.
Carlos Caicedo falleció el 13 de julio de 2015 en Bogotá, Colombia, a la edad de 85 años.